# Ablemma baso
Ablemma baso là một loài nhện trong họ Tetrablemmidae.
Loài này thuộc chi Ablemma. Ablemma baso được Roewer miêu tả năm 1963.